# أندريا ليفي
أندريا ليفي (بالإنجليزية: Andrea Levy)‏‏ (7 مارس 1956 في لندن - 14 فبراير 2019 ) كاتِبة، وروائية من المملكة المتحدة.

## الجوائز
- جائزة  كتاب الكومنولث [الإنجليزية]‏
- زميل في الجمعية الملكية للأدب

## روابط خارجية
- أندريا ليفي على موقع IMDb (الإنجليزية)
- أندريا ليفي على موقع قاعدة بيانات الفيلم (الإنجليزية)